# Liste der Kulturdenkmale in Wentorf bei Hamburg
In der Liste der Kulturdenkmale in Wentorf bei Hamburg sind alle Kulturdenkmale der schleswig-holsteinischen Gemeinde Wentorf bei Hamburg (Kreis Herzogtum Lauenburg) aufgelistet (Stand: 10. März 2025).

## Legende
In den Spalten befinden sich folgende Informationen:
- Objekt-ID: die Nummer des Kulturdenkmales
- Lage: die Adresse des Kulturdenkmales und die geographischen Koordinaten. Kartenansicht, um Koordinaten zu setzen. In der Kartenansicht sind Kulturdenkmale ohne Koordinaten mit einem roten Marker dargestellt und können in der Karte gesetzt werden. Kulturdenkmale ohne Bild sind mit einem blauen Marker gekennzeichnet, Kulturdenkmale mit Bild mit einem grünen Marker.
- Offizielle Bezeichnung: Bezeichnung des Kulturdenkmales
- Beschreibung: die Beschreibung des Kulturdenkmales
- Bild: ein Bild des Kulturdenkmales

## Sachgesamtheiten
| Objekt-ID | Lage                                                | Offizielle Bezeichnung                     | Beschreibung | Bild |
| --------- | --------------------------------------------------- | ------------------------------------------ | --- | ---- |
| 33097     | Golfstraße 5 (53° 30′ 15″ N, 10° 15′ 58″ O)         | ehem. Landsitz „Weltevreden“               | ehem. Landsitz „Weltevreden“; 1914, 1921, 1941/42, Architekten August Ott (Ursprungsbau), William Rzekonski (Erweiterung), Gartenbauingenieur Rudolph Jürgens, Bauherr Georges Fester; bestehend aus Wohnhaus und Landschaftspark 1914, Torhaus, Gärtnerhaus, Waschhaus 1921; Säuglingsheim; 1941/42, Architekt Dr. Max Zoder, Bauherr Nationalsozialistische Volkswohlfahrt - Begründung: geschichtlich, künstlerisch, städtebaulich, Kulturlandschaft prägend - Schutzumfang: Haupthaus, Torhaus, Gärtnerhaus, ehem. Säuglingsheim, ehem. Waschhaus, Park mit Schwimmbecken, Tennisplatz, Lindenreihe | BW   |
| 50366     | Reinbeker Weg 55, 76 (53° 30′ 27″ N, 10° 15′ 16″ O) | Wohn- und Wirtschaftsgebäude Reinbeker Weg | Wohn- und Wirtschaftsgebäude Reinbeker Weg; 1896 und 1909; Ensemble mit zwei sich gegenüberliegenden Wohn- und Wirtschaftsgebäuden, die von der ehemals landwirtschaftlichen Prägung des Ortes zeugen - Begründung: geschichtlich, städtebaulich - Schutzumfang: Wohn- und Wirtschaftsgebäude Reinbeker Weg 55, 76 | BW   |

## Bauliche Anlagen
| Objekt-ID      | Lage                                                     | Offizielle Bezeichnung                                          | Beschreibung | Bild                             |
| -------------- | -------------------------------------------------------- | --------------------------------------------------------------- | --- | -------------------------------- |
| 30634          | Am Haidberg 3 (53° 30′ 12″ N, 10° 14′ 51″ O)             | Villa                                                           | Villa; 1893, Maurermeister Jungclaus & Rathje; zweigeschossiger Putzbau unter flachgeneigtem Walmdach mit kleinem Turm; repräsentative Gestaltung in spätklassizistischer Formensprache - Begründung: geschichtlich, städtebaulich - Schutzumfang: gesamtes Objekt - Denkmaltyp: Bauliche Anlage | BW                               |
| 19270          | Am Mühlenteich 2 (53° 30′ 17″ N, 10° 15′ 15″ O)          | Villa Clara                                                     | Villa Clara; 1892/93; zwei- bis dreigeschossiger Putzbau unter flachgeneigtem Walmdach; repräsentative Gestaltung in spätklassizistischer Formensprache - Begründung: geschichtlich, städtebaulich - Schutzumfang: gesamtes Objekt - Denkmaltyp: Bauliche Anlage | BW                               |
| 27396          | Am Mühlenteich 10 (53° 30′ 18″ N, 10° 15′ 25″ O)         | Landhaus Haase                                                  | Landhaus Haase; 1889, Architekt Martin Haller; repräsentativer, zweigeschossiger Putzbau mit Sattel- und Schopfwalmdächern, von der Formensprache des Heimatschutzstils geprägtes Erscheinungsbild - Begründung: geschichtlich, städtebaulich - Schutzumfang: gesamtes Objekt - Denkmaltyp: Bauliche Anlage | BW                               |
| 1350 Wikidata  | Am Sachsenberg 4 (53° 30′ 16″ N, 10° 15′ 11″ O)          | Haus „Billhoop“                                                 | Alteintragung (Aktualisierung vorgesehen) - Begründung: Alteintragung (Aktualisierung vorgesehen) - Schutzumfang: Alteintragung (Aktualisierung vorgesehen) - Denkmaltyp: Bauliche Anlage | Fotos hochladen                  |
| 3885 Wikidata  | An der Hege 18 (53° 30′ 5″ N, 10° 15′ 26″ O)             | Landhaus Fellmer („Villa Miraflores“)                           | Die Villa wurde 1912 im neobarocken Stil erbaut. Von 1934 bis zu einem Brand im Jahre 1989 diente das Gebäude als Rathaus. Alteintragung (Aktualisierung vorgesehen) - Begründung: Alteintragung (Aktualisierung vorgesehen) - Schutzumfang: Alteintragung (Aktualisierung vorgesehen) - Denkmaltyp: Bauliche Anlage | Fotos hochladen                  |
| 9858 Wikidata  | An der Hege 18 (53° 30′ 7″ N, 10° 15′ 24″ O)             | Pförtnerhaus                                                    | Alteintragung (Aktualisierung vorgesehen) - Begründung: Alteintragung (Aktualisierung vorgesehen) - Schutzumfang: Alteintragung (Aktualisierung vorgesehen) - Denkmaltyp: Bauliche Anlage | Fotos hochladen                  |
| 37618          | Augustastraße 6 (53° 30′ 25″ N, 10° 14′ 45″ O)           | Villa „Emmas Ruh“                                               | Villa „Emmas Ruh“; 1898, Architekt Hermann Reinhardt; zweigeschossiger Putzbau unter Satteldach; repräsentative Gestaltung in historistischer Formensprache mit farbig glasierten Backsteinen - Begründung: geschichtlich, städtebaulich - Schutzumfang: gesamtes Objekt - Denkmaltyp: Bauliche Anlage | BW                               |
| 8920 Wikidata  | Augustastraße 7 (53° 30′ 23″ N, 10° 14′ 42″ O)           | Villa Augusta                                                   | Der Architekt Hermann Reinhardt (1860–1936) ließ sich im Jahre 1896 die Villa Augusta errichten. Alteintragung (Aktualisierung vorgesehen) - Begründung: geschichtlich, künstlerisch - Schutzumfang: gesamtes Objekt - Denkmaltyp: Bauliche Anlage | Fotos hochladen                  |
| 37623          | Billeweg 34 (53° 30′ 16″ N, 10° 14′ 24″ O)               | Landhaus                                                        | Landhaus; 1913/14, Architekten Oskar Fischer & Erwin Körbitz; zweigeschossiger Backsteinbau unter Mansarddach; im Reformstil gestaltet mit kleinteiligen Sprossenfenstern und hölzernen Fensterläden - Begründung: geschichtlich, städtebaulich - Schutzumfang: gesamtes Objekt - Denkmaltyp: Bauliche Anlage | BW                               |
| 37568          | Gärtnerstraße 1 (53° 30′ 9″ N, 10° 14′ 57″ O)            | „Haus Hochfriede“                                               | „Haus Hochfriede“; 1912/13; eingeschossiger Putzbau unter steilem Mansarddach; im Reformstil gestaltet mit in Putz nachgeahmten Fensterläden und ebensolchem Zierfachwerk - Begründung: geschichtlich, städtebaulich - Schutzumfang: gesamtes Objekt - Denkmaltyp: Bauliche Anlage | BW                               |
| 10256 Wikidata | Gartzer Ring 1 (53° 29′ 19″ N, 10° 14′ 49″ O)            | ehem. Bismarck-Kaserne: Heimgebäude (Haus 3)                    | Alteintragung (Aktualisierung vorgesehen) - Begründung: Alteintragung (Aktualisierung vorgesehen) - Schutzumfang: Alteintragung (Aktualisierung vorgesehen) - Denkmaltyp: Bauliche Anlage | weitere Fotos \| Fotos hochladen |
| 10255 Wikidata | Gartzer Ring 3 (53° 29′ 19″ N, 10° 14′ 52″ O)            | ehem. Bismarck-Kaserne: Wirtschaftsgebäude (Haus 2)             | Alteintragung (Aktualisierung vorgesehen) - Begründung: Alteintragung (Aktualisierung vorgesehen) - Schutzumfang: Alteintragung (Aktualisierung vorgesehen) - Denkmaltyp: Bauliche Anlage | weitere Fotos \| Fotos hochladen |
| 9655 Wikidata  | Gartzer Ring (53° 29′ 19″ N, 10° 14′ 49″ O)              | ehem. Bismarck-Kaserne                                          | Alteintragung (Aktualisierung vorgesehen) - Begründung: Alteintragung (Aktualisierung vorgesehen) - Schutzumfang: Alteintragung (Aktualisierung vorgesehen) - Denkmaltyp: Bauliche Anlage | BW                               |
| 10913 Wikidata | Golfstraße 3 (53° 30′ 15″ N, 10° 15′ 48″ O)              | Villen-Ruine                                                    | Alteintragung (Aktualisierung vorgesehen) - Begründung: Alteintragung (Aktualisierung vorgesehen) - Schutzumfang: Alteintragung (Aktualisierung vorgesehen) - Denkmaltyp: Bauliche Anlage | BW                               |
| 10914 Wikidata | Golfstraße 3 (53° 30′ 14″ N, 10° 15′ 51″ O)              | Remise mit Pferdestall                                          | Alteintragung (Aktualisierung vorgesehen) - Begründung: Alteintragung (Aktualisierung vorgesehen) - Schutzumfang: Alteintragung (Aktualisierung vorgesehen) - Denkmaltyp: Bauliche Anlage | BW                               |
| 2630 Wikidata  | Golfstraße 5 (53° 30′ 18″ N, 10° 15′ 57″ O)              | Haupthaus                                                       | Haupthaus; 1914, 1921, Architekten August Ott, William Rzekonski, Bauherr Georges Fester; Wohnhaus im englischen Landhausstil, ein- und zweigeschossiger Backsteinbau, Kernbau rechteckiger Grundriss mit schräg ansetzender Erweiterung, Säulenportikus, Zierfachwerk und Walmdach mit großen Gauben, im Innern reiche Ausstattung - Begründung: geschichtlich, künstlerisch, städtebaulich, Kulturlandschaft prägend - Schutzumfang: gesamtes Objekt - Denkmaltyp: Bauliche Anlage, Sachgesamtheit: ehem. Landsitz „Weltevreden“               | Fotos hochladen                  |
| 9905 Wikidata  | Golfstraße 5 (53° 30′ 11″ N, 10° 16′ 0″ O)               | Torhaus                                                         | Torhaus; 1921 (i), Architekt William Rzekonski, Bauherr Georges Fester; mehrteiliger Backsteinbau aus Wohnhaus, Tor und Pferdestall auf L-förmigem Grundriss, Zierfachwerk im Torflügel und Dachgeschoss des Wohnhauses, reetgedeckte Kurz- und Vollwalmdächer; Holz aus Zweitverwendung - Begründung: geschichtlich, künstlerisch, städtebaulich, Kulturlandschaft prägend - Schutzumfang: gesamtes Objekt - Denkmaltyp: Bauliche Anlage, Sachgesamtheit: ehem. Landsitz „Weltevreden“                                                          | Fotos hochladen                  |
| 9906 Wikidata  | Golfstraße 5 (53° 30′ 13″ N, 10° 15′ 54″ O)              | Gärtnerhaus                                                     | Gärtnerhaus; 1921–22, Architekt William Rzekonski, Bauherr Georges Fester; eingeschossiger Backsteinbau, rechteckiger Grundriss mit Auskragungen, Fachwerk mit reichen Ziersteinsetzungen, Kniestock, reetgedecktes Kurzwalmdach, Veranda, Erker mit Balkon - Begründung: geschichtlich, künstlerisch, städtebaulich, Kulturlandschaft prägend - Schutzumfang: gesamtes Objekt - Denkmaltyp: Bauliche Anlage, Sachgesamtheit: ehem. Landsitz „Weltevreden“                                                                                       | BW                               |
| 9907 Wikidata  | Golfstraße 5 (53° 30′ 11″ N, 10° 15′ 53″ O)              | ehem. Säuglingsheim                                             | ehem. Säuglingsheim; 1941/42, Architekt Dr. Max Zoder, Bauherr Nationalsozialistische Volkswohlfahrt; eingeschossiger Putzbau, Tförmiger Grundriss, Erdgeschoss mit Terrassentüren, pfannengedecktes Vollwalmdach mit Fenstergauben - Begründung: geschichtlich, städtebaulich, Kulturlandschaft prägend - Schutzumfang: gesamtes Objekt - Denkmaltyp: Bauliche Anlage, Sachgesamtheit: ehem. Landsitz „Weltevreden“ | Fotos hochladen                  |
| 9908           | Golfstraße 5 (53° 30′ 12″ N, 10° 15′ 52″ O)              | ehem. Waschhaus                                                 | Waschhaus; 1921 (i), Architekt William Rzekonski, Bauherr Georges Fester; ein- bis zweigeschossiger Backsteinbau, längsrechteckiger Grundriss, überhöhter Mittelteil mit überdachtem Laubengang, Querdurchfahrt, reetgedecktes Vollwalmdach, Fledermausgauben - Begründung: geschichtlich, künstlerisch, städtebaulich, Kulturlandschaft prägend - Schutzumfang: gesamtes Objekt - Denkmaltyp: Bauliche Anlage, Sachgesamtheit: ehem. Landsitz „Weltevreden“                                                                                     | BW                               |
| 35297 Wikidata | Grübbenweg 11 (53° 30′ 16″ N, 10° 16′ 22″ O)             | Wohn- und Wirtschaftsgebäude                                    | „Sascha-Alm“, Wohn- und Wirtschaftsgebäude, zweigeschossiger Putzbau mit Holzschalung im Obergeschoss und flach geneigtem Satteldach, errichtet 1921 im alpenländischen Stil, Architekt Hugo Louis, Hamburg - Begründung: geschichtlich, Kulturlandschaft prägend - Schutzumfang: gesamtes Objekt - Denkmaltyp: Bauliche Anlage | Fotos hochladen                  |
| 9693 Wikidata  | Hamburger Landstraße 28 b (53° 29′ 20″ N, 10° 14′ 50″ O) | Fachhallenhaus (Greve-Lindau)                                   | Das Fachhallenhaus wurde im 19. Jahrhundert erbaut. In den Jahren 1883 und 1884 war im Obergeschoss die Volksschule untergebracht. Später wurde das Gebäude für einen Kasernenbau von der Wehrmacht erworben und wurde daraufhin als Offizierskasino genutzt. Nach der Schließung der Kaserne im Jahr 1994 wurde die Kate renoviert und wird gegenwärtig als Gast- und Tagungsstätte genutzt. Alteintragung (Aktualisierung vorgesehen) - Begründung: geschichtlich, städtebaulich - Schutzumfang: gesamtes Objekt - Denkmaltyp: Bauliche Anlage | Fotos hochladen                  |
| 10258 Wikidata | Hamburger Landstraße (53° 29′ 20″ N, 10° 14′ 46″ O)      | ehem. Bismarck-Kaserne: Nebeneingang                            | Alteintragung (Aktualisierung vorgesehen) - Begründung: Alteintragung (Aktualisierung vorgesehen) - Schutzumfang: Alteintragung (Aktualisierung vorgesehen) - Denkmaltyp: Bauliche Anlage | weitere Fotos \| Fotos hochladen |
| 10259 Wikidata | Hamburger Landstraße (53° 29′ 21″ N, 10° 14′ 55″ O)      | Ehem. Bismarck-Kaserne: Pfeiler mit Reichsadler am Haupteingang | Der Pfeiler mit Reichsadler wurde am Haupttor der 1936/37 errichteten Bismarck-Kaserne gebaut. Alteintragung (Aktualisierung vorgesehen) - Begründung: Alteintragung (Aktualisierung vorgesehen) - Schutzumfang: Alteintragung (Aktualisierung vorgesehen) - Denkmaltyp: Bauliche Anlage | weitere Fotos \| Fotos hochladen |
| 9019 Wikidata  | Heckenweg 10 (53° 30′ 18″ N, 10° 14′ 58″ O)              | Villa                                                           | Alteintragung (Aktualisierung vorgesehen) - Begründung: geschichtlich, künstlerisch - Schutzumfang: gesamtes Objekt - Denkmaltyp: Bauliche Anlage | Fotos hochladen                  |

## Gründenkmale
| Objekt-ID      | Lage                                            | Offizielle Bezeichnung | Beschreibung | Bild |
| -------------- | ----------------------------------------------- | ---------------------- | --- | ---- |
| 21807 Wikidata | Am Sachsenberg 4 (53° 30′ 15″ N, 10° 15′ 12″ O) | Villengarten           | Alteintragung (Aktualisierung vorgesehen) - Begründung: geschichtlich, städtebaulich, Kulturlandschaft prägend - Schutzumfang: Villengarten, Stützmauer - Denkmaltyp: Gründenkmal | BW   |
| 9859 Wikidata  | An der Hege 18 (53° 30′ 5″ N, 10° 15′ 28″ O)    | Landhausgarten         | Landhausgarten - Beschreibung: Alteintragung (Aktualisierung vorgesehen) - Begründung: geschichtlich, Kulturlandschaft prägend - Schutzumfang: Landhausgarten, Garten-Einfriedung - Denkmaltyp: Gründenkmal | BW   |
| 10912 Wikidata | Golfstraße 3 (53° 30′ 19″ N, 10° 15′ 44″ O)     | Landschaftspark        | Alteintragung (Aktualisierung vorgesehen) - Begründung: geschichtlich, künstlerisch, Kulturlandschaft prägend - Schutzumfang: gesamtes Objekt - Denkmaltyp: Gründenkmal | BW   |
| 9904 Wikidata  | Golfstraße 5 (53° 30′ 16″ N, 10° 15′ 53″ O)     | Park                   | Park; 1914, Gartenbauingenieur Rudolph Jürgens, Bauherr Georges Fester; Landschaftsgarten bestehend aus großen Rasenflächen, Baumgruppen, Schwimmbecken, Lindenreihe und Tennisplatz, Terrassengarten und Nutzgarten - Begründung: geschichtlich, künstlerisch, Kulturlandschaft prägend - Schutzumfang: Park, Schwimmbecken, Tennisplatz, Lindenreihe - Denkmaltyp: Gründenkmal, Sachgesamtheit: ehem. Landsitz „Weltevreden“ | BW   |

## Quelle
- Liste der Kulturdenkmale in Schleswig-Holstein – Herzogtum Lauenburg (PDF)

- Karte mit allen Koordinaten:
- OSM |
- WikiMap